# Дайър Стрейтс
Дайър Стрейтс (на английски: Dire Straits) е британска рок група, образувана през 1977 от Марк Нопфлър (китара и вокали), Дейвид Нопфлър (китара), Джон Айлсли (бас) и Пик Уитърс (ударни). Техен мениджър е Ед Бикнел. Музиката на групата произхожда от разнолики източници, включително джаз, фолк и блус, а в контекста на рокендрола близостта с бийт музиката е най-голяма. В ранните им години, пънкът като цяло доминира рок сцената, но Дайър Стрейтс предлагат минималистичен подход, с „кореняшки“ вид, идващ от пъб рока. Голям брой техни композиции имат меланхоличен характер. Най-продаваният им албум е Brothers in Arms, който има 30 милиона покупки, и който е първият албум, от който са продадени един милион копия на компактдиск.
Групата е една от най-котиращите се групи, със световни продажби на албуми от над 120 милиона. На тях са присъдени четири награди Грами, три награди Брит – от които два пъти „Най-добра британска група“; две Награди за видео музика на Ем-Ти-Ви, и други. Някои от постиженията в изкуството са песните Money for Nothing, Sultans of Swing, So Far Away, Walk of Life, Brothers in Arms, Private Investigations, Romeo and Juliet, Tunnel of Love и Telegraph Road.
Гинес пише за британските хитови албуми, че Дайър Стрейтс са прекарали над 1100 седмици в класациите за албуми в Обединеното кралство, което ги поставя на пето място във вечната ранглиста. Тяхната кариера се простира в сума от 15 години. За първи път се разпадат през 1988 г., след което се събират през 1991 г., и окончателно се разделят през 1995 г., когато Марк Нопфлър започва самостоятелна (солова) кариера. Творческият състав се променя през двата периода, като Нопфлър и Айлсли са единствените членове на групата и в двата варианта.

## История

### Ранни години
„Дайър Стрейтс“ е създадена в Лондон през 1977 година от братята Марк и Дейвид Нопфлър от Нюкасъл и техните приятели Джон Айлсли и Пик Уидърс от Лестър. По това време Уидърс е от десет години в музикалния бизнес, работил като студиен барабанист с Дейв Едмъндс, Джери Рафърти и „Магна Карта“ и участвал в групата „Спринг“, издала един албум през 1971 година. При създаването на групата Марк Нопфлър е учител по английски, Айлсли учи в Лондонския университет, а Дейвид Нопфлър е социален работник. В различни периоди около 1973 година и Марк Нопфлър, и Уидърс участват в пъб рок групата „Брюърс Друп“.
Първоначално групата се нарича „Кафе Рейсърс“, а името „Дайър Стрейтс“ е дадено от съквартирант на Уидърс. През 1977 година те записват демо касета с пет песни, след които е бъдещият им хит Sultans of Swing, както и Water of Love и Down to the Waterline. След изпълнение в клуба „Рок Гардън“ предлагат записа на звукозаписната компания „Ем Си Ей“, която го отхвърля. След това се обръщат за съвет към радиоводещия Чарли Гилит, който толкова харесва изпълнението им, че направо пуска записа на Sultans of Swing в своето предаване „Хонки Тонк“ по „Би Би Си Радио Лондон“. Два месеца по-късно групата подписва договор с „Въртиго Рекърдс“ и през октомври записва демо касети за „Би Би Си Радио Лондон“ на Southbound Again, In the Gallery и Six Blade Knife, последвани през ноември от Setting Me Up, Eastbound Train и Real Girl.

## Дискография

### Студийни арлуми
- Dire Straits (1978)
- Communiqué (1979)
- Making Movies (1980)
- Love over Gold (1982)
- Brothers in Arms (1985)
- On Every Street (1991)

### Компилации
- Money for Nothing (1988)
- The Very Best of – Sultans of Swing (1998)
- Private Investigations: The Best of Dire Straits & Mark Knopfler (2005)

### Концертни албуми
- Alchemy (1984)
- On The Night (1993)
- Live at the BBC (1995)
- Live at the Rainbow, 1979 (2023)
- San Antonio Live in 85 (2025)

### Box sets
- The Complete Collection (2017)
- The Studio Albums 1978 – 1991 (2020)
- Live 1978 – 1992 (2023)

## Хитови сингли
- „Sultans of Swing“ (1979) №8 Великобритания; №4 САЩ
- „Romeo and Juliet“ (1981) №8 Великобритания
- „Skateaway“ (1981) №37 Великобритания
- „Private Investigations“ (1982) №2 Великобритания
- „Twisting by the Pool“ (1983) №14 Великобритания
- „So Far Away“ (1985) №20 Великобритания; №19 САЩ
- „Money for Nothing“ (1985) №4 Великобритания; №1 САЩ
- „Братя по оръжие“ (1985) №16 Великобритания
- „Walk of Life“ (1986) №2 Великобритания; №7 САЩ
- „Your Latest Trick“ (1986) №26 Великобритания
- „Calling Elvis“ (1991) №21 Великобритания
- „Encores EP“ (1993) №31 Великобритания